# Ngân hàng Grameen
Ngân hàng Grameen (tiếng Bengali: গ্রামীণ ব্যাংক) là một tổ chức tài chính vi mô (tiếng Anh: microfinance) khởi đầu tại Bangladesh với mục đích cho vay vốn nhỏ (được gọi tín dụng vi mô; tiếng Anh: microcredit) cho người nghèo mà không cần điều kiện bảo đảm. Hệ thống dựa trên ý tưởng người nghèo có các kỹ năng mà không được tận dụng hết. Ngân hàng cũng nhận ký quỹ, cung cấp các dịch vụ khác và kinh doanh trên các lĩnh vực hướng-phát triển bao gồm các công ty sản xuất, điện thoại và năng lượng. Tổ chức này và người thành lập, Muhammad Yunus, được nhận giải thưởng Nobel Hòa bình năm 2006.

## Lịch sử

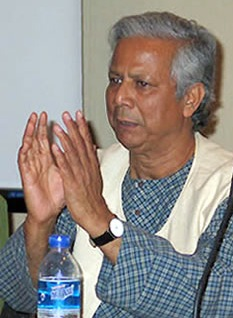
Muhammad Yunus, người thành lập ngân hàng

Muhammad Yunus, nhà sáng lập ngân hàng, đạt học vị Tiến sĩ ngành Kinh tế học tại trường Đại học Vanderbilt, Hoa Kỳ. Qua nạn đói khủng khiếp tại Bangladesh năm 1977 ông được tiếp cảm hứng cho vay một khoản nhỏ 27 đôla Mỹ cho một nhốm 43 hộ gia đình để họ có thể tạo các đồ vật nhỏ đem bán mà không đòi hỏi thế chấp Yunus tin rằng việc cho vay các khoản nhỏ như vậy nếu được đem áp dụng rộng rãi cho cộng đồng thì có thể làm cải thiện đói nghèo tại làng quê phổ biến tại Bangladesh.
Ngân hàng Grameen (tiếng Bangla nghĩa là "Ngân hàng của làng quê") bắt nguồn từ ý tưởng của Muhammad Yunus. Ngân hàng bắt đầu với một dự án nghiên cứu của Yunus và dự án kinh tế nông thôn tại trường đại học Chittagong, Bangladesh để kiểm tra phương pháp của ông trong việc cho vay tín dụng và các dịch vụ ngân hàng cho người nghèo nông thôn. Vào năm 1976, làng Jobra và các làng quê khác xung quanh trường đại học Chittagong trở thành khu vực đầu tiên đạt điều kiện tiếp nhận dịch vụ từ ngân hàng Grameen. Ngân hàng thành công vang dội và dự án, được chính phủ hỗ trợ, được giới thiệu vào năm 1979 cho quận Tangail (phía bắc thủ đô Dhaka). Sự thành công của ngân hàng tiếp tục và nó nhanh chóng trải rộng đến các quận các của Bangladesh và vào năm 1983 nó chuyển thành một ngân hàng độc lập dưới quyết định của cơ quan lập pháp Bangladesh. Tỷ lệ hoàn vốn bị ảnh hưởng mạnh bởi trận lụt năm 1998 nhưng lại phục hồi một vài năm sau.
Ngân hàng ngày nay tiếp tục mở rộng phạm vi biên giới và vẫn cung cấp tín dụng cho người nghèo nông thôn. Vào giữa năm 2006, số lượng chi nhánh ngân hàng Grameen Bank vượt qua con số 2.100. Thành công của nó truyền cảm hứng cho các dự án tương tự trên thế giới.

### Việc áp dụng tín dụng vi mô
Hệ thống kết hợp chặt chẽ một tập hợp các giá trị vào hệ thống ngân hàng, nòng cốt tại Bangladesh bởi Mười sáu quyết định Lưu trữ ngày 6 tháng 11 năm 2006 tại Wayback Machine.
Hệ thống là cơ sở cho hệ thống tín dụng vi mô và các nhóm tự giúp (self-help group) hiện hoạt động trên 43 quốc gia. Mỗi nhóm gồm năm cá thể được vay một khoản tiền, nhưng cả nhóm sẽ bị từ chối nhận tín dụng tiếp nếu một cá thể vỡ nợ. Việc này tạo động lực kinh tế cho nhóm hoạt động có trách nhiệm, và làm tăng tính khả thi kinh tế của Grameen.
Tại một quốc gia trong đó ít phụ nữ có khả năng vay vốn từ các ngân hàng thương mại lớn có một thực tế đáng ngạc nhiên là phần lớn (96%) người vay vốn là phụ nữ. Tại các khu vực khác, kỷ lục đáng ngạc nhiên của Grameen là tỷ lệ hoàn vốn đạt đến trên 98 phần trăm. Hơn một nửa những người vay vốn của Grameen tại Bangladesh (gần tới 50 triệu) đã thoát khỏi nghèo đối nhờ khoản vay của ngân hàng, được đánh giá bằng các tiêu chuẩn như có tất cả con trong tuổi đến trường được đi học, tất các thành viên gia đình được ăn ba bữa một ngày, một nhà vệ sinh, một nhà có mái tránh dột, nước uống sạch và khả năng hoàn vốn một khoản 300 taka (8 USD) một tuần.

### Quyền sở hữu và các thông tin khác

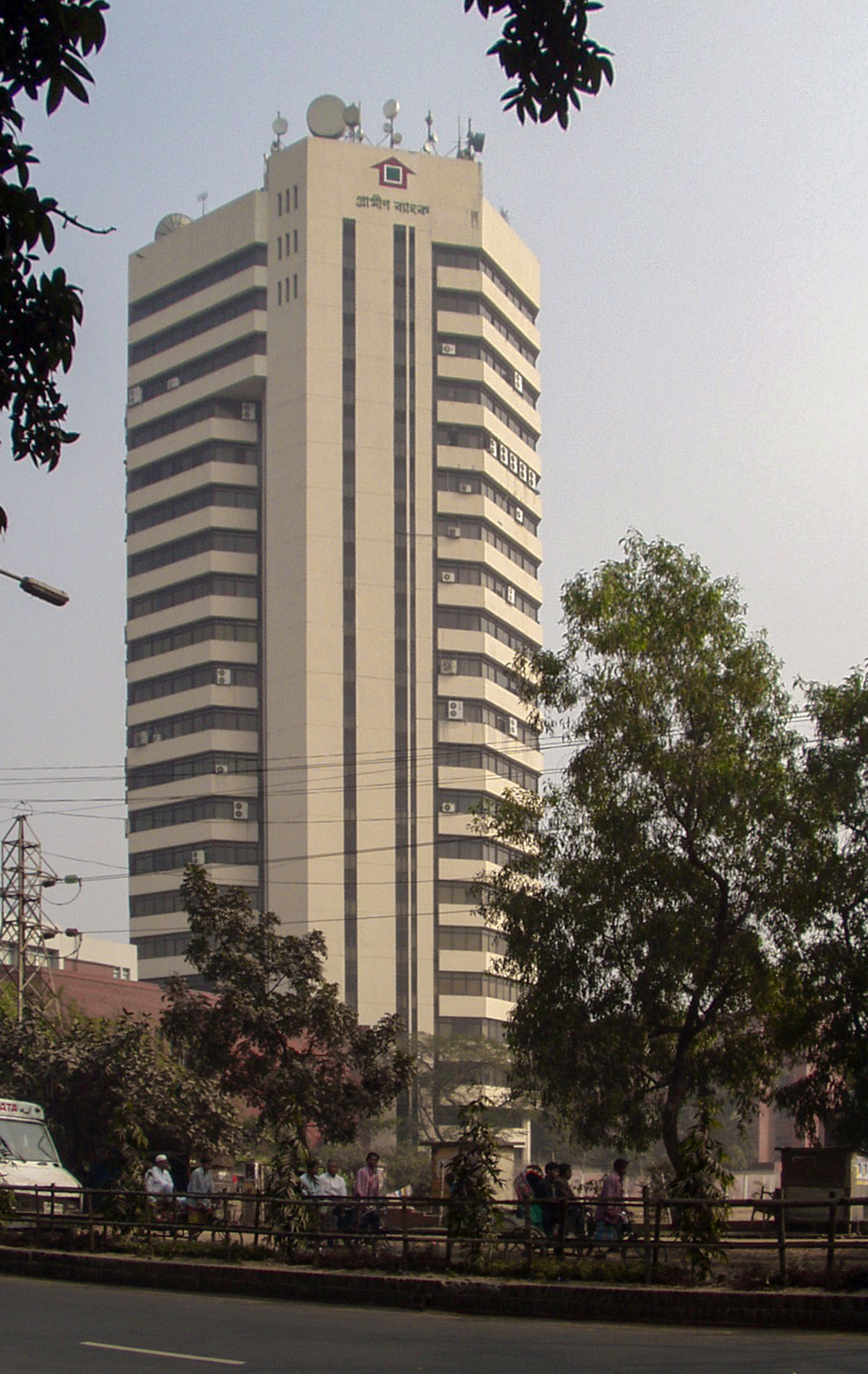
Tòa nhà ngân hàng Grameen tại Dhaka.

Một đặc điểm đáng ngạc nhiên của Ngân hàng Grameen là ngân hàng được sở hữu bởi những người nghèo vay vốn từ ngân hàng mà phần lớn trong số họ là phụ nữ. Trong tổng số cổ phiếu của ngân hàng, người vay sở hữu 94%, và 6% còn lại thuộc sở hữu của Chính phủ Bangladesh. 

Một số thông tin khác về ngân hàng, vào tháng 8 năm 2006:
- Tổng số người vay là 6.61 triệu, và 97% trong số này là phụ nữ (3.123.802 thành viên vào năm 2003 [5])
- Ngân hàng có 2.226 chi nhánh, bao phủ 71.371 thôn bản, với tổng số nhân viên là 18.795. (43.681 thôn bản vào năm 2003 [5])
- Tỷ lệ hoàn vốn là 98.85% (tỷ lệ hoàn vốn là 95% vào năm 1998[6])
- Tính từ khi bắt đầu tổng số vốn được phân bổ cho vay là Tk 290.03 tỷ (tương đương US$ 5.72 tỷ). Trong số này, Tk 258.16 tỷ (tương đương US$ 5.07 tỷ) đã được hoàn trả.

### Giải thưởng Nobel Hòa bình
Ngày 13 tháng 10 năm 2006 Ủy ban Nobel đã trao cho Ngân hàng Grameen Bank và người sáng lập Muhammad Yunus Giải thưởng Hòa bình Nobel năm 2006, "vì những nỗ lực của họ trong việc tạo ra sự phát triển kinh tế và xã hội từ dưới lên."

## Các doanh nghiệp liên quan
Ngân hàng Grameen đã phát triển sang hơn hai tá các doanh nghiệp do Nhóm Doanh nghiệp Grameen đại diện bao gồm:
- Grameen Trust
- Grameen Fund Lưu trữ ngày 23 tháng 9 năm 2006 tại Wayback Machine
- Grameen Communications Lưu trữ ngày 23 tháng 9 năm 2006 tại Wayback Machine
- Grameen Shakti/Energy
- Grameen Shikkha/Education
- Grameen Telecom Lưu trữ ngày 25 tháng 3 năm 2016 tại Wayback Machine
- Grameen Knitwear Ltd
- Grameen Cybernet Ltd.

Đến tháng 11 năm 2004 Ngân hàng đã vượt qua con số cho vay trên 4,4 tỷ dollar Mỹ cho người nghèo. Cùng với việc mang năng lượng đến cho cư dân nông thôn và mở rộng việc làm, nhóm doanh nghiệp Grameen còn mở rộng sang cả việc quản lý các ao hồ nông thôn thông qua Grameen Motsho hay Hiệp hội Nghề cá, tìm kiếm giải pháp bảo vệ tính đa dạng của các loài cá trong các ao hồ đánh bắt cá của Bangladesh .
Ngày 11 tháng 7 năm 2005, Quỹ Grameen Mutual Fund One đã được Ủy ban Chứng khoán và Hối đoái (SEC) Bangladesh cho phép phát hành chứng khoán ra công chúng lần đầu. Là một trong những quỹ tương hỗ đầu tiên trong số những quỹ tương tự, GMFO sẽ cho phép hơn 4 triệu thành viên của Grameen cũng như những người chưa phải thành viên tham gia thị trường vốn của Bangladesh. Ngân hàng và các công ty con của nó ngân hàng hiện có trị giá trên 7 tỷ dollar Mỹ .

## Các chương trình cải thiện xã hội
Bên cạnh việc mở rộng vốn tín dụng vi mô cho người nghèo, Ngân hàng Grameen đã có nhiều chương trình xóa đói giảm nghèo.

### Chương trình các thành viên xóa đói giảm nghèo
Chương trình này tập trung phân bổ vốn nhỏ cho người ăn xin. Các quy định hiện hành của ngân không được áp dụng ở đây như:
- Vốn vay hoàn toàn không có lãi suất.
- Kỳ hoàn vốn có thể kéo dài, ví dụ, một người ăn xin có thể nhận một khoản vay nhỏ khoảng 100 taka (tương đương US $1.50) có thể trả chỉ 2.00 taka (tương đương 3.4 US cents) một tuần.
- Người vay được hưởng bảo hiểm tính mệnh hoàn toàn miễn phí.

Ngân hàng không áp buộc người vay phải ngừng ăn xin; thay vì đó ngân hàng khuyến khích họ sử dụng vốn để tạo thu nhập từ việc bán các vật phẩm giá hạ. Vào năm 2005, khoảng 45.000 người ăn xin đã nhận khoảng Tk 28.7 triệu (tức khoảng US$441.538) và đã hoàn trả Tk. 13.66 triệu (tức US$210.154).

### Chương trình điện thoại nông thôn
Bangladesh có mật độ điện thoại thấp nhất thế giới. Trên tổng số hơn 85.000 thôn bản phần lớn đều không có mạng điện thoại kéo dây của các công ty viễn thông thuộc sở hữu nhà nước. Để phá bỏ tình trạng này, Ngân hàng Grameen đã có chương trình mang điện thoại tới các thôn bản xa xôi. Grameen Phone, một công ty chị em với ngân hàng, hiện đã là nhà cung cấp điện thoại di động lớn nhất nước. Sử dụng mạng lưới trên toàn quốc của mình, Grameen Telecom, và các công ty chị em khác của Ngân hàng Grameen, đã mang điện thoại di động và vô tuyến đế gần một nửa thôn bản tại Bangladesh. Ngân hàng đồng thời cũng phân bổ vốn vay đến khoảng 139.000 phụ nữ nghèo tại nông thôn để họ mua điện thoại. Những người phụ nữ này thiết lập tại nhà mình trung tâm liên lạc nơi những người dân làng có thể đến và trả một khoản phí nhỏ để sử dụng điện thoại. Chương trình này thường được gọi là Polli Phone (Điện thoại thôn bản) tại Bangladesh.